# Kidō Okamoto
Pour les articles homonymes, voir Okamoto.
Kidō Okamoto (岡本綺堂, Okamoto Kidō), né le 15 octobre 1872 dans le district de Shiba Takanawa, quartier de l'arrondissement Minato-ku à Tokyo – mort le 1er mars 1939, est un écrivain japonais dont le véritable nom est Keiji Okamoto (岡本 敬二, Okamoto Keiji).
Enfant, il se passionne pour Sherlock Holmes.
Il se fait connaître en 1908 avec une pièce du genre théâtral kabuki, Shuzenji monogatari. Il écrit par la suite plus de cent pièces. Il crée également le personnage de l'inspecteur Hanshichi, dont les aventures se déroulent à l'époque d'Edo. 

## Famille
Okamoto Keinosuke (岡本佳之助) plus tard Kiyoshi (清), père de Kidō, est un samouraï qui après la restauration de Meiji quitte le service du shogunat Tokugawa pour travailler comme interprète à la légation britannique. Il entretient des relations amicales avec Ichikawa Danjūrō IX, Konakamura Kiyonori (小中村清矩), Kawanobe Mitate (川辺御楯) et Kurokawa Mayori (黒川真頼) qui ensemble forment la « Société des antiquaires » (Kyūko Kai (求古会) dont l'objet est de promouvoir la modernisation du kabuki à partir de la doctrine du « Mouvement de réforme du théâtre » (Engeki Kairyō Kai (演劇改良運動). Il est également ami de Morita Kanya XII, zamoto du Shintomi-za, de Thomas Russell Hillier McClatchie employé de la légation britannique et fervent amateur de kabuki et du diplomate austro-hongrois Heinrich von Siebold (de).

## Biographie
À l'occasion du déménagement de la légation britannique dans le quartier Kōjimachi de l'arrondissement de Chiyoda à Tokyo en 1873, le père de Kidō s'installe au même endroit avec son épouse et sa fille. C'est là que naît Kidō, à Nigō Hanzaka, Iitachō. Ils s'installent plus tard à Motozono-chō toujours dans le même quartier. Kidō apprend l'existence de l'école tokiwazu de la fille d'un coiffeur local et du nagauta en écoutant les leçons de sa sœur ainée. Alors qu'il est trop jeune pour aller au kabuki, il est laissé sous la garde de deux domestiques et écoute les discussions de sa mère et sa sœur aînée sur les représentations auxquelles elles ont assisté lorsqu'elles rentrent à la maison. Devenu plus grand, il accompagne sa famille au kabuki où ils font des rencontres au salon de thé (chaya (茶屋) situé dans l'enceinte du Morita-za. Pendant ses premières présences au kabuki il prend Danjūrō IX en grippe après avoir été témoin, selon Kidō, de son comportement enfantin lors d'un incident dans les coulisses, mais plus tard en devient un ardent partisan.
Il écoute les histoires étrangères de fantômes que lui racontent son oncle de retour de ses nombreux voyages à l'étranger. Il est particulièrement entiché de Windsor Castle de William Harrison Ainsworth qu'il confond avec Hamlet. À l'âge de 16 ans il fait la connaissance de William George Aston, le secrétaire de la légation britannique dont il garde les enfants et qui lui fait découvrir Shakespeare, ce qui lui enseigne quelques-unes des techniques de l'écriture dramatique. Au grand plaisir de Kidō, Aston l'aide plus tard à trouver les scénarios pour les pièces Nakamitsu, Shisenryō Koban Umenoha et Kagatobi de Kawatake Mokuami publiées par la société Kabuki Shinpō (« Nouvelles du kabuki ») installée à Ginza. Il apprend la poésie chinoise de son père et l'anglais de son oncle et d'étudiants de la légation britannique. Après avoir fréquenté le lycée d’Hibiya, il essaye de devenir dramaturge mais après avoir échoué il rédige à partir de 1890 des comptes-rendus de représentations théâtrales pour le quotidien Tokyo Nichi Nichi Shimbun, de nos jours le Mainichi Shimbun, sous le pseudonyme KyoKidō, qu'il change plus tard pour Kidō. Il commence à travailler pour le Chūō Shimbun où il passe 24 ans comme reporteur, dont une période en Mandchourie. Il rachète le contrat et épouse une geisha Yoshiwara du nom de Kojima Sakae du domaine d'Uwajima. Le succès lui échappe jusqu'en 1911 lors de la première de sa populaire pièce « L'Histoire du fabricant de masques » (Shuzenji monogatari - 修善寺物語) au Meiji-za. En 1916 sa shin (nouvelle) pièce kabuki « Histoire d'un plat brisé à Bancho » (Bancho Sarayashiki - 番町皿屋敷) est mise en scène au Hongō-za (本郷座). Entre 1917 et 1937 « L'étrange affaire de l'inspecteur Hanshichi » (Hanshichi Torimonocho - 半七捕物帳) est publiée en feuilleton. Sa série sur le théâtre de l'ère Meiji, précieuse source d'information dont la première moitié est publiée en feuilleton dans le « Magazine mensuel de Revues Kabuki » à la fin des années 1920 et au début des années 1930 sous le titre « Histoires du passé » (Sugi ni shi monogatari - 過ぎにし物語), est de nouveau publiée en feuilleton en 1935 plus finalement intégralement sous le titre « Du théâtre de l'ère Meiji - Sous la lampe » (Meiji Gekidan Ranpu no Moto ni te (明治劇談ランプの下にて) par Iwanami Shoten en 1993.
En 1918, il visite les États-Unis et l'Europe. Sa maison et sa bibliothèque de Kōjimachi sont détruites par le grand séisme de Kantō de 1923. Il est hébergé par son élève Nukata Roppuku d'où il se rend dans le quartier Azabu de l'arrondissement Minato-ku. L'année suivante il déménage à Hyakuni chō, une rue située au nord du Shinjuku-ku. À partir de 1935, ses articles sont publiés occasionnellement dans Sande Mainichi (« Chaque dimanche » - サンデー毎日). Son dernier roman est le controversé Tora 虎 publié en 1937 à propos de deux frères qui dirigent une foire aux monstres en difficulté financière mais qui touchent le gros lot quand ils mettent la main sur un lionceau tigre. Il continue à publier des pièces dans le magazine Butai (« Scène »} de 1930 jusqu'en 1938. Mort d'une pneumonie en 1939, il est enterré auprès de son épouse au cimetière d'Aoyama.
Après sa mort, un de ses étudiants et héritier adopté, Okamoto Kyōichi (1909 - 2010), crée le Journal Kidō Okamoto qui publie beaucoup d’œuvres de Kidō. Okamoto Shuichi, son petit-fils, en est l'actuel président. Un prix littéraire Kidō Okamoto est créé mais n'est décerné qu'à deux reprises entre 1943 et 1944 durant la période précédant la fin de la Seconde Guerre mondiale.

## Source de la traduction
- (en) Cet article est partiellement ou en totalité issu de l’article de Wikipédia en anglais intitulé « Kido Okamoto » (voir la liste des auteurs).